# Grégoire Vigneron
Pour les articles homonymes, voir Vigneron (homonymie).
Grégoire Vigneron est un acteur, réalisateur et scénariste français.

## Filmographie

### Comme acteur
- 1997 : Thérapie russe d'Éric Veniard
- 1998 : Max au bloc de Claus Drexel (court métrage) : brancardier 2
- 1999 : Nos vies heureuses de Jacques Maillot : Vermorel
- 2000 : L'Attrape-rêves d'Alain Ross : Damien
- 2008 : De l'autre côté du lit de Pascale Pouzadoux

### Comme scénariste
- 2004 : Mensonges et trahisons et plus si affinités... de Laurent Tirard
- 2006 : Prête-moi ta main d'Éric Lartigau
- 2007 : Molière de Laurent Tirard
- 2009 : Le Petit Nicolas de Laurent Tirard
- 2010 : Sans laisser de traces de Grégoire Vigneron
- 2011 : Mike de Lars Blumers
- 2012 : Astérix et Obélix : Au service de Sa Majesté de Laurent Tirard
- 2014 : Les Vacances du petit Nicolas de Laurent Tirard
- 2015 : Un homme idéal de Yann Gozlan
- 2016 : Un homme à la hauteur de Laurent Tirard
- 2018 : Le Retour du héros de Laurent Tirard
- 2025 : Le Million de Grégoire Vigneron

### Comme réalisateur
- 2010 : Sans laisser de traces
- 2025 : Le Million